# Major League Baseball 1908

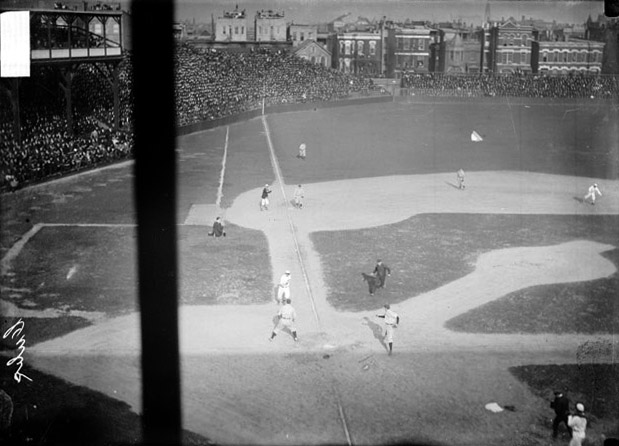
I Chicago Cubs, vincitori delle World Series 1908, durante una partita contro i Cincinnati Reds al West Side Park.

La stagione 1908 della Major League Baseball (MLB) si è aperta il 14 aprile con 7 partite disputate.
Le World Series 1908 si sono svolte tra il 10 e il 14 ottobre, si sono concluse con la vittoria dei Chicago Cubs per 4 partite ad 1 sui Detroit Tigers; per i Cubs è stato il secondo titolo consecutivo.

## Stagione regolare

### American League
| # | Squadra                | Vittorie | Sconfitte | Perc. | Diff. |
| - | ---------------------- | -------- | --------- | ----- | ----- |
| 1 | Detroit Tigers         | 90       | 63        | .588  | -     |
| 2 | Cleveland Naps         | 90       | 64        | .584  | 0.5   |
| 3 | Chicago White Sox      | 88       | 64        | .579  | 1.5   |
| 4 | St. Louis Browns       | 83       | 69        | .546  | 6.5   |
| 5 | Boston Red Sox         | 75       | 79        | .487  | 15.5  |
| 6 | Philadelphia Athletics | 68       | 85        | .444  | 22.0  |
| 7 | Washington Senators    | 67       | 85        | .441  | 22.5  |
| 8 | New York Highlanders   | 51       | 103       | .331  | 39.5  |

### National League
| # | Squadra               | Vittorie | Sconfitte | Perc. | Diff. |
| - | --------------------- | -------- | --------- | ----- | ----- |
| 1 | Chicago Cubs          | 99       | 55        | .643  | -     |
| 2 | New York Giants       | 98       | 56        | .636  | 1.0   |
| 3 | Pittsburgh Pirates    | 98       | 56        | .636  | 1.0   |
| 4 | Philadelphia Phillies | 83       | 71        | .539  | 16.0  |
| 5 | Cincinnati Reds       | 73       | 81        | .474  | 26.0  |
| 6 | Boston Doves          | 63       | 91        | .409  | 36.0  |
| 7 | Brooklyn Superbas     | 53       | 101       | .344  | 46.0  |
| 8 | St. Louis Cardinals   | 49       | 105       | .318  | 50.0  |

### Record Individuali

#### American League
| Stat. | Giocatore       | Squadra           | Totale |
| ----- | --------------- | ----------------- | ------ |
| AVG   | Ty Cobb         | Detroit Tigers    | .324   |
| HR    | Sam Crawford    | Detroit Tigers    | 7      |
| RBI   | Ty Cobb         | Detroit Tigers    | 108    |
| R     | Matt McIntyre   | Detroit Tigers    | 105    |
| H     | Ty Cobb         | Detroit Tigers    | 188    |
| SB    | Patsy Dougherty | Chicago White Sox | 47     |

| Stat. | Giocatore  | Squadra              | Totale |
| ----- | ---------- | -------------------- | ------ |
| W     | Ed Walsh   | Chicago White Sox    | 40     |
| L     | Joe Lake   | New York Highlanders | 22     |
| ERA   | Addie Joss | Cleveland Naps       | 1.16   |
| K     | Ed Walsh   | Chicago White Sox    | 269    |
| IP    | Ed Walsh   | Chicago White Sox    | 464    |
| SV    | Ed Walsh   | Chicago White Sox    | 6      |

#### National League
| Stat. | Giocatore    | Squadra            | Totale |
| ----- | ------------ | ------------------ | ------ |
| AVG   | Honus Wagner | Pittsburgh Pirates | .354   |
| HR    | Tim Jordan   | Brooklyn Superbas  | 12     |
| RBI   | Honus Wagner | Pittsburgh Pirates | 109    |
| R     | Fred Tenney  | New York Giants    | 101    |
| H     | Honus Wagner | Pittsburgh Pirates | 201    |
| SB    | Honus Wagner | Pittsburgh Pirates | 53     |

| Stat. | Giocatore         | Squadra             | Totale |
| ----- | ----------------- | ------------------- | ------ |
| W     | Christy Mathewson | New York Giants     | 37     |
| L     | Bugs Raymond      | St. Louis Cardinals | 25     |
| ERA   | Christy Mathewson | New York Giants     | 1.43   |
| K     | Christy Mathewson | New York Giants     | 259    |
| IP    | Christy Mathewson | New York Giants     | 390 ⅔  |
| SV    | Christy Mathewson | New York Giants     | 5      |
| SV    | Joe McGinnity     | New York Giants     | 5      |
| SV    | Mordecai Brown    | Chicago Cubs        | 5      |

- Christy Mathewson vincitore della Tripla Corona dei lanci.

## Playoff

### World Series
| Data                              | Squadra di casa | Squadra ospite | Ris.   |
| --------------------------------- | --------------- | -------------- | ------ |
| 10/10                             | Detroit Tigers  | Chicago Cubs   | 6 - 10 |
| 11/10                             | Chicago Cubs    | Detroit Tigers | 6 - 1  |
| 12/10                             | Chicago Cubs    | Detroit Tigers | 3 - 8  |
| 13/10                             | Detroit Tigers  | Chicago Cubs   | 0 - 3  |
| 14/10                             | Detroit Tigers  | Chicago Cubs   | 0 - 2  |
| Chicago Cubs vincono la serie 4-1 |                 |                |        |

## Campioni
| World Series 1908 Chicago Cubs Secondo titolo |